# (35106) 1991 TE11
1991 TE11 (asteroide 35106) é um asteroide da cintura principal. Possui uma excentricidade de 0.13410390 e uma inclinação de 2.71969º.
Este asteroide foi descoberto no dia 11 de outubro de 1991 por Spacewatch em Kitt Peak.